# East StratCom Task Force
Оперативна робоча група зі стратегічних комунікацій, ОРГСК (англ. East StratCom Task Force, ESTF) — підрозділ Європейської служби зовнішньополітичної діяльності (ЄСЗД) створений у квітні 2015 року на підставі ухваленого на зустрічі Європейського союзу 19-20 березня 2015 року рішення про необхідність «протистояти постійним дезінформаційним кампаніям з боку Росії». Служба покликана надавати підтримку делегаціям Європейського союзу в країнах Східної Європи (зокрема, в Азербайджані, Білорусі, Вірменії, Грузії, Молдові, Росії та Україні).
Головним продуктом роботи співробітників East StratCom Task Force є сайт EUvsDisinfo.eu, де оприлюднюється інформація про всі виявлені приклади дезінформаційних атак Росії.

## Мета
Згідно з сайтом оперативної робочої групи, в її завдання входить активне роз'яснення ключових аспектів політики Європейського Союзу, створення його позитивного образу та протидія дезінформації. Група East StratCom Task Force відповідальна за:
- Збір та поширення всіх виявлених прикладів дезінформаційних атак Росії на вебсайті EUvsDisinfo.eu — головному сайті ESTF
- Редагування офіційного російськомовного сайту Європейської служби зовнішньополітичної діяльності ЄС[4].

## Склад працівників
На чолі служби з серпня 2015 року перебуває британський дипломат Джайлз Портмен (англ. Giles Portman). Стверджується, що до складу групи входять чотири штатних співробітника ЄСЗД та п'ять експертів в області комунікацій і русистики, делегованих урядами країн: Велика Британія, Данія, Латвія, Чехія і Естонія; крім того з групою співпрацює близько 400 журналістів і експертів з цільових країн.

## Спроби закриття сайту EUvsDisinfo.eu
З часу появи сайту EUvsDisinfo.eu, де викривалися приклади російської пропаганди, з'явилося чимало противників цієї ініціативи ЄС, які заявлять, що, як державна структура, ЄС не має права втручатися у справи «вільної преси». Зокрема, статтю на цю тему у впливову виданні EU Observer у 2018 році надрукував відомий проросійський політик Нідерландів Ар'єн Н'єбор (нід. Arjen Nijeboer) під заголовком «Чому ЄС мусить закрити EUvsDisinfo» (англ. Why the EU must close EUvsDisinfo), і в ній як свій головний аргумент Н'єбор зазначив, що ліберальні демократії Європи ще з часів Просвітництва не дозволяють собі втручатися у справи «вільної преси», тож створення EUvsDisinfo є кричущим порушенням цієї традиції.